# Cruz de amor
Cruz de amor é uma telenovela mexicana, produzida pela Televisa e exibida em 1968 pelo Telesistema Mexicano.

## Elenco
- Silvia Derbez .... Cruz Aguirre
- Jorge Lavat .... Marcos de los Monteros
- Lupita Lara .... Marisol Aguirre / Claudia
- María Teresa Rivas .... Doña Delfina de los Monteros
- Alicia Rodríguez .... Inés de los Monteros
- José Roberto Hill .... Ismael Aguirre
- Daniel "El Chino" Herrera .... Tito
- Andrea López .... Doña Antonia Lorenzo
- Olivia Michel
- Armando Arriola
- Tara Parra .... Maura "La Mina"
- Arcadio Gamboa
- Roberto González
- Jorge Castillo